# L'Om (Vic)
L'Om és una masia de Vic (Osona) inclosa a l'Inventari del Patrimoni Arquitectònic de Catalunya.

## Descripció
Edifici civil. Masia de planta quadrada coberta a dues vessants malgrat tenir diferents trams de construcció i diverses alçades. El mur de tramuntana és sostingut per grossos contraforts.
La façana és orientada a migdia i correspon al cos més elevat de la construcció. Els pisos superiors són construïts amb tàpia mentre que les parts baixes són de pedra. A la part dreta de la façana, el vessant de la teulada es prolonga per tal d'ubicar unes galeries sostingudes per pilars. Aquest cos presenta una bonica finestra conopial. Al davant i entorn el mas s'han anat construint noves naus per al bestiar, fets amb totxo, que desmereixen l'antiga estructura, que ja és complexa degut a les diverses etapes constructives.

## Història
Aquest mas, situat a poca distància de l'església parroquial de Sant Martí de Sentfores, fou possiblement el mas ULM, que es troba registrat entre els feligresos signants de l'acta de dotació del temple parroquial de Sant Martí vers el segle xii.
També es troba registrat a Antoni Hom, de la parròquia i terme de Sant Martí Sentfores, entre els habitants del terme registrats pel fogatge de 1553.
Actualment té l'estructura del mas rònec, ja que els últims segles s'hi ha anat fent afegitons i ampliacions d'escàs valor i sense cap pretensió senyorial.
La propietària també ho és del mas Serratosa a Masies de Voltregà.